# فيليب ريدلي
فيليب ريدلي (بالإنجليزية: Philip Ridley)‏ (و. 1964  م) هو كاتب سيناريو، وروائي، وكاتب مسرحي، ومخرج أفلام، وفنان بريطاني، ولد في لندن.

## التعليم
تعلم في كلية القديس مارتن للفنون ‏، وتعلم في سنترال سانت مارتينز
.

## جوائز
حصل على جوائز منها:

جائزة نستله لكتب الأطفال ‏، عن عمل: Krindlekrax ‏ (1991)

## وصلات خارجية
- فيليب ريدلي على موقع IMDb (الإنجليزية)
- فيليب ريدلي على موقع ألو سيني (الفرنسية)
- فيليب ريدلي على موقع ميوزك برينز (الإنجليزية)
- فيليب ريدلي على موقع أول موفي (الإنجليزية)
- فيليب ريدلي على موقع قاعدة بيانات الأفلام السويدية (السويدية)
- فيليب ريدلي على موقع قاعدة بيانات الأفلام السويدية (السويدية)
- فيليب ريدلي على موقع قاعدة بيانات الفيلم (الإنجليزية)
- فيليب ريدلي على موقع كينوبويسك (الروسية)